# Chariesthes antennata
Chariesthes antennata là một loài bọ cánh cứng trong họ Cerambycidae.